# Cattedrale di Laon
La chiesa di Nostra Signora (in francese: église Notre-Dame) è il principale luogo di culto cattolico di Laon, in Piccardia; fino al 1801 cattedrale dell'omonima diocesi, attualmente rientra all'interno del territorio della diocesi di Soissons.
La chiesa, costruita tra il 1150 e il 1180, è uno delle più importanti realizzazioni della prima fase dell'architettura gotica in Francia, e dal 1840 è monumento storico di Francia.

## Storia

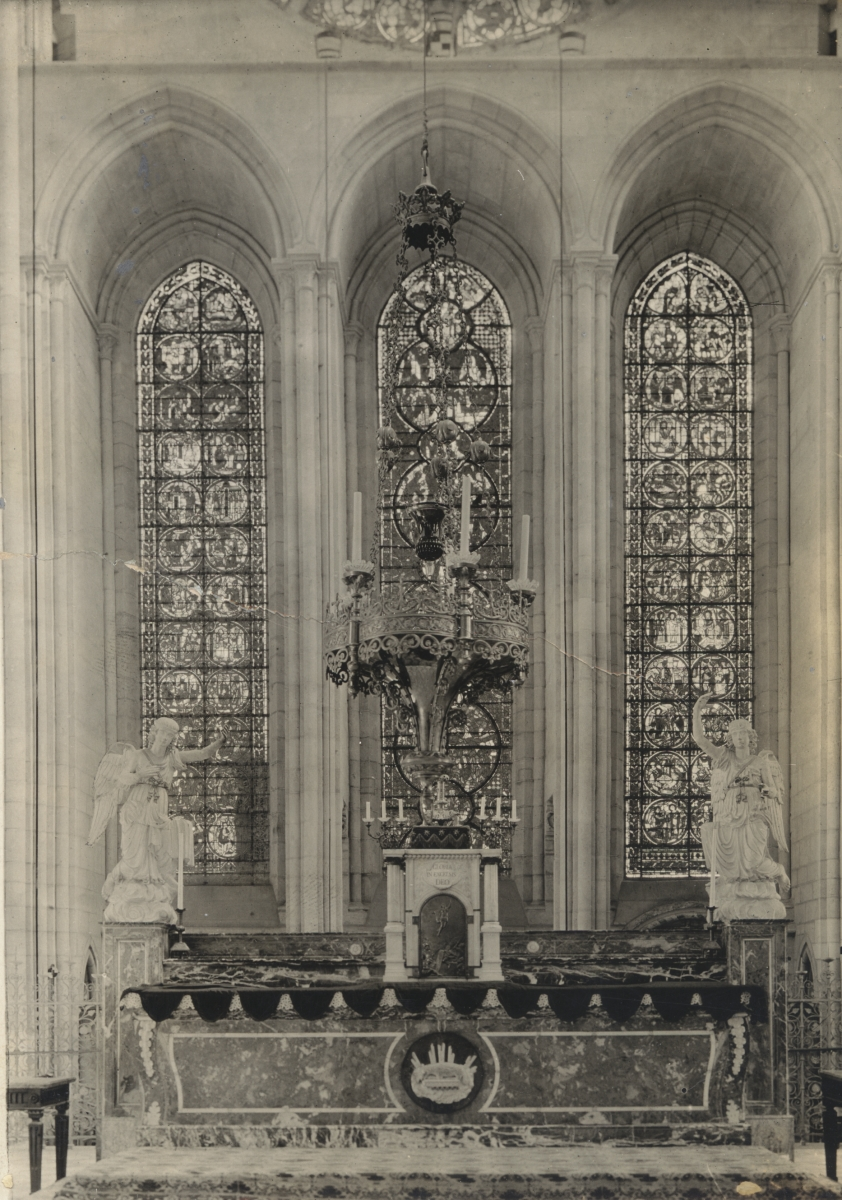
L'altare maggiore barocco.

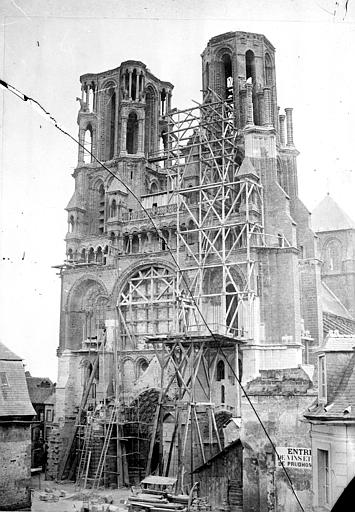
La facciata occidentale in restauro in una fotografia del 1855.

### Le cattedrali carolingia e romanica
La diocesi di Laon venne istituita alla fine del V secolo, con giurisdizione su parte dell'originaria arcidiocesi di Reims. La prima cattedrale, tuttavia, non venne edificata che durante l'episcopato di Gerfrid, vescovo dal 774 al 799; la consacrazione del tempio avvenne il 6 settembre dell'anno 800 alla presenza del Sacro romano imperatore Carlo Magno.
Sotto il vescovo Élinand, nel 1052, iniziarono i lavori per la costruzione di una nuova cattedrale, terminati nel 1072. L'edificio, che doveva apparire come una grande chiesa romanica a tre navate, fu gravemente danneggiato durante la rivolta popolare del 25 aprile 1112 contro il vescovo Gaudry, durante la quale quest'ultimo fu ucciso; seguì la ricostruzione delle parti danneggiate che si protrasse sino al 1114, quando la chiesa fu finalmente riconsacrata dal nuovo vescovo Bartolomeo di Giura.
Nel 1132 la chiesa venne visitata da papa Innocenzo II.

### La costruzione della cattedrale gotica
Nonostante la ricostruzione della cattedrale romanica, già nel 1155 il vescovo Walter de Mortagne decise di costruirne una nuova secondo i canoni della nuova architettura che in quei tempi stava nascendo proprio in Francia: il gotico
La costruzione della nuova chiesa partì, come del resto in gran parte delle grandi chiese medioevali, dal coro, probabilmente già concluso nel 1164, quando vi vennero traslate le reliquie di San Beato.
Tra il 1170 e il 1180 venne edificato il transetto con le relative due facciate e, a copertura della crociera, venne elevato il tiburio, derivato dalla tradizione normanna (presente, ad esempio nelle cattedrali inglesi come Durham e Lincoln); successivamente, fino al 1195, l'aula (con struttura a tre navate) e la facciata principale con le sue due torri, orientata ad ovest; al 1180 risale l'installazione delle vetrate policrome, quella del rosone occidentale al 1200.
Dal 1205 al 1220 venne demolito l'antico coro di tre campate e sostituito da quello attuale, più profondo, pur lasciando inalterato lo schema originario, costituito da un rosone soprastante tre monofore. Anche le due facciate del transetto furono interessate, negli anni successivi, da un'opera di ricostruzione, terminata tra il 1245 e il 1250 con la realizzazione delle due torri campanarie del transetto sud (quella sud-orientale rimase incompiuta).

### Eventi successivi
Tra il XVI e il XX secolo, la chiesa è stata oggetto di una serie di restauri, soprattutto di natura conservativa, quali quelli successivi al terremoto del 18 settembre 1692, che causò la caduta della guglia del tiburio, e quelli post-rivoluzionari, iniziati nel 1853 sotto la direzione di Emile Boeswillwad dopo che, nel 1793, era stata demolita la cuspide della torre nord-occidentale e pesantemente danneggiata la facciata principale; un nuovo restauro venne condotto tra il 1870 e il 1914, dopo lo scoppio di una polveriera vicina all'edificio. Durante questo intervento, vennero eliminate varie aggiunte relative al periodo barocco; fra queste l'altare maggiore in marmi policromi, che venne sostituito da uno nuovo in stile neogotico.
Con la soppressione, nel 1801, della diocesi di Laon e l'annessione del territorio di quest'ultima alla diocesi di Soissons, l'ex cattedrale è stata ridotta al rango di semplice chiesa ed è sede della parrocchia Sainte Céline de la Montagne Couronnée, la cui giurisdizione si estende sull'intera città di Laon e i comuni di Athies-sous-Laon e Chambry.

## Descrizione

### Architettura
L'edificio rispecchia un'architettura gotica primitiva, non ancora totalmente definita: si nota, infatti, la compresenza di elementi gotici (triforio, archi a sesto acuto, pilastri polistili, volte a crociera) con elementi di derivazione romanica (archi a tutto sesto e pilastri cilindrici). Vi sono anche richiami all'architettura anglo-normanna, quali il profondo coro con parete terminale piatta e il tiburio a pianta quadrangolare posto a copertura della crociera.
La chiesa presenta una struttura con pianta a croce latina, con la presenza di tre navate (le due laterali simmetriche e più piccole rispetto a quella maggiore) sia nell'aula, sia nel transetto, sia nel coro.
Le principali misure dell'edificio sono le seguenti:
| Parametro                              | Misura   |
| -------------------------------------- | -------- |
| Lunghezza totale                       | 110,50 m |
| Lunghezza del transetto                | 56 m     |
| Altezza delle volte                    | 24 m     |
| Altezza del tiburio                    | 42 m     |
| Larghezza del piedicroce               | 30,65 m  |
| Larghezza del transetto                | 22 m     |
| Diametro del rosone del coro           | 9 m      |
| Altezza delle torri della facciata     | 56 m     |
| Altezza della torre nord del transetto | 56 m     |
| Altezza della torre sud del transetto  | 60,50 m  |

### Esterno

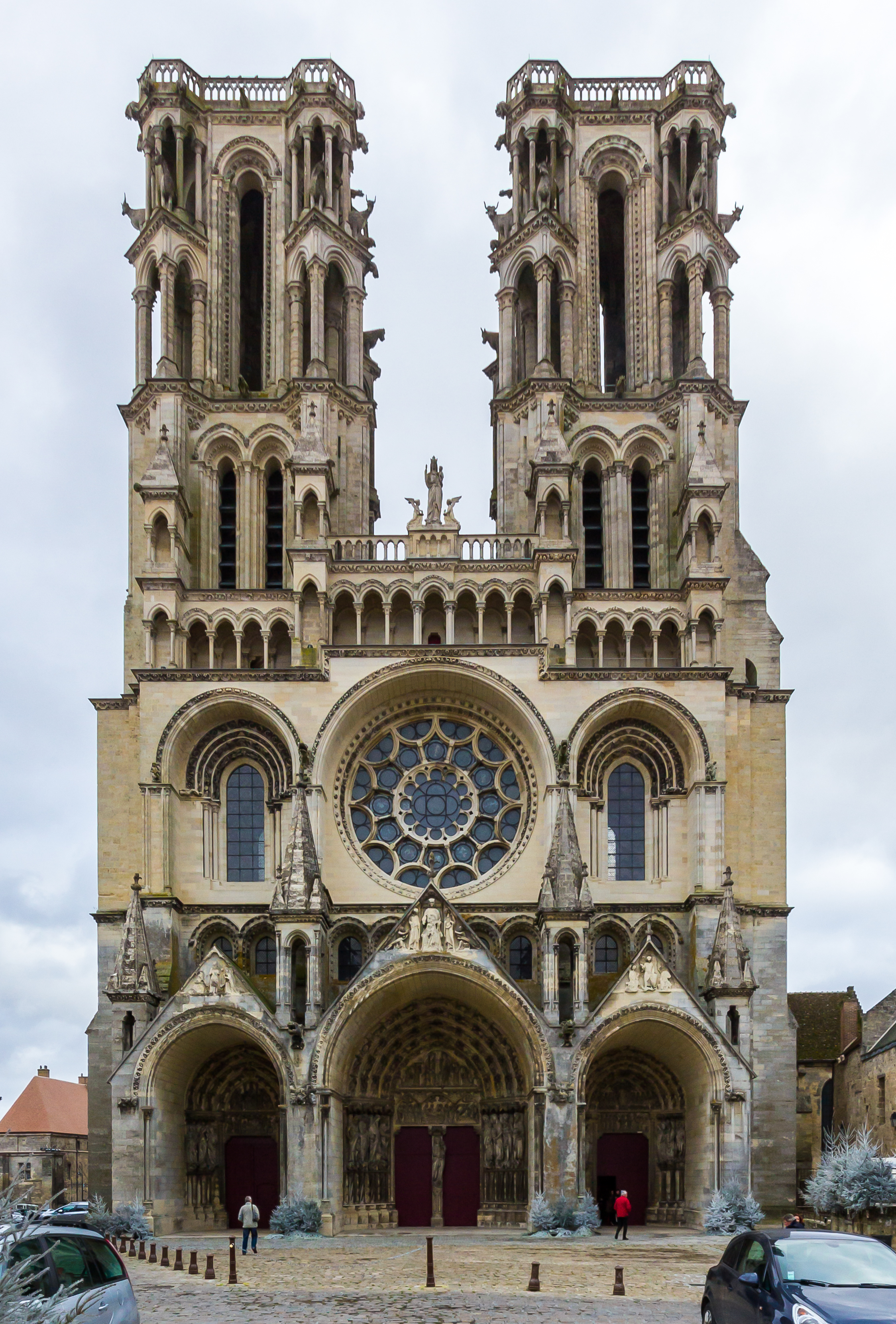
La facciata occidentale.

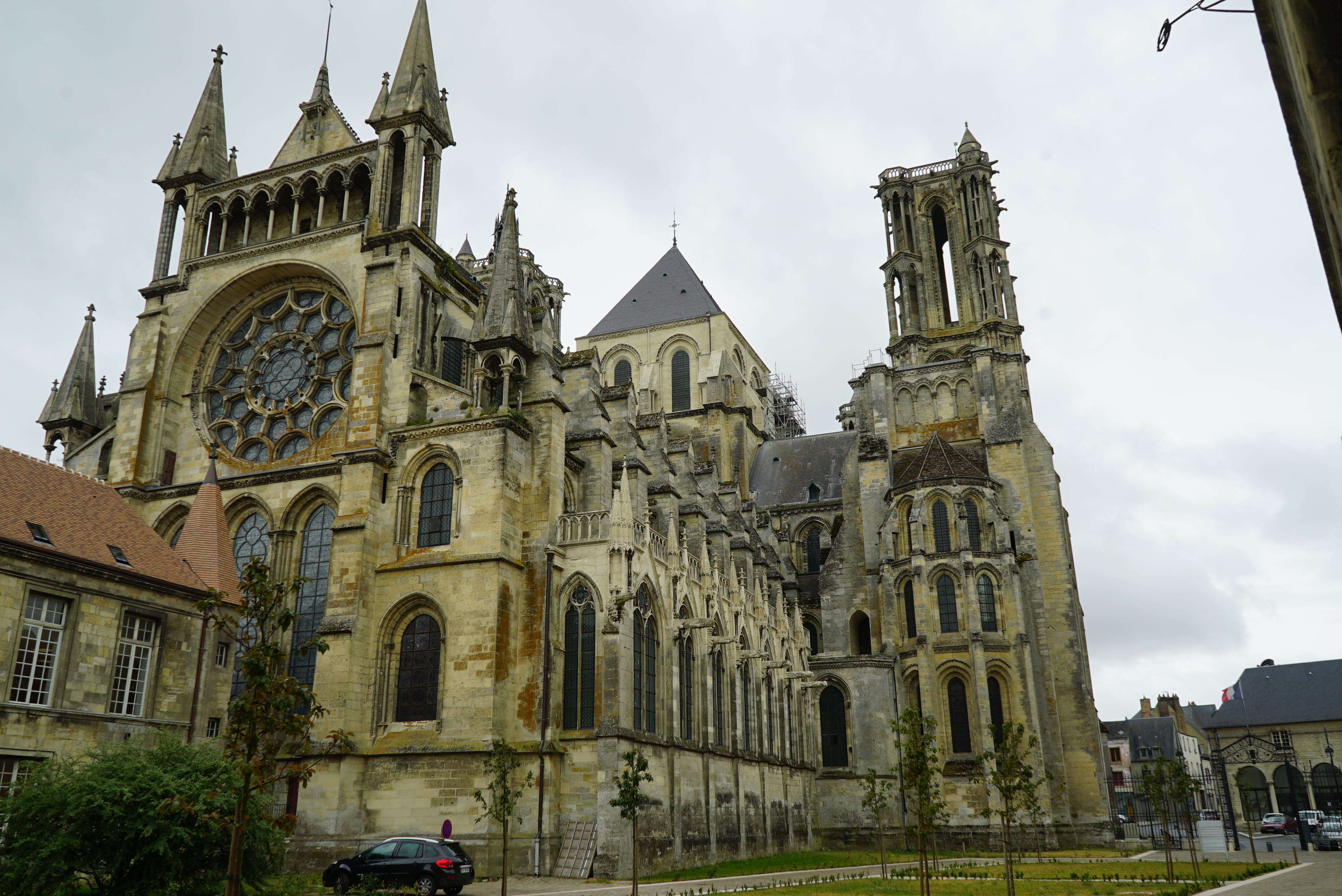
Veduta esterna da nord-est, con il coro a terminazione piatta, il tiburio e la torre settentrionale.

La chiesa di Nostra Signora è situata nel centro storico della città di Laon, sulla sommità di un rilievo dal quale domina la zona circostante.

#### Facciata occidentale
La facciata principale della chiesa è orientata ad ovest, posta sull'asse ovest-est, lungo il quale si sviluppa l'edificio.
Il prospetto, che presenta delle analogie con quello della cattedrale di Nostra Signora a Parigi, costruito tra il 1208 e il 1250, si articola in quattro fasce orizzontali. In basso si aprono i tre portali, ciascuno dei quali è caratterizzato da una profonda strombatura con decorazioni scultoree e da un'alta ghimberga triangolare; alle spalle delle ghimberghe, vi è una teoria di monofore con arco a sesto acuto e, più in alto, si aprono in altrettante nicchie con arco a tutto sesto, il rosone circolare (in corrispondenza della navata centrale) e due monofore ogivali (una per navata laterale). Più in alto vi è una galleria con archetti poggianti su colonnine e più in alto, ai lati, svettano le due torri campanarie, a pianta quadrangolare con, agli angoli, torrette ottagonali.
Alla sommità dell'area della facciata relativa alla navata centrale, al di sopra della galleria, vi è un gruppo scultoreo in marmo raffigurante Maria Regina con in braccio il Bambino Gesù, fra due angeli oranti inginocchiati (XIX secolo). Fra le altre sculture che adornano il prospetto, i buoi delle torri campanarie, i quali si ricollegano alla leggenda locale secondo cui un bue sostituì, durante l'edificazione della cattedrale, gli altri animali esausti portando sulla cima della collina i blocchi lapidei necessari alla costruzione dell'edificio.

#### Torri campanarie
L'esterno dell'edificio è caratterizzato dalla presenza di quattro torri campanarie: due sulla facciata principale ed una per ciascuna delle due facciate che costituiscono le pareti di fondo del transetto. Ogni torre si articola su due livelli, con una bifora in quello inferiore ed una monofora in quello superiore, e torrette scalari con sommità ottagonale.
Nel progetto originario dell'anonimo architetto che ha ideato la chiesa, vi dovevano essere ben sette torri, essendo attualmente mancanti quelle orientali di ciascuna facciata del transetto e la settima sopra la crociera, sostituita dall'attuale tozzo tiburio, che doveva essere in stile con le altre.
I quattro campanili sono privi di cuspide (l'ultima ad esser demolita nel 1793 fu quella della torre del transetto di destra, attualmente sostituita da una cella campanaria più piccola).
Alle torri della cattedrale di Laon è ispirata la torre dell'orologio della Rotes Rathaus, sede del municipio di Berlino, costruita da Hermann Friedrich Wäsemann tra il 1861 e il 1869.

### Interno

#### Aula

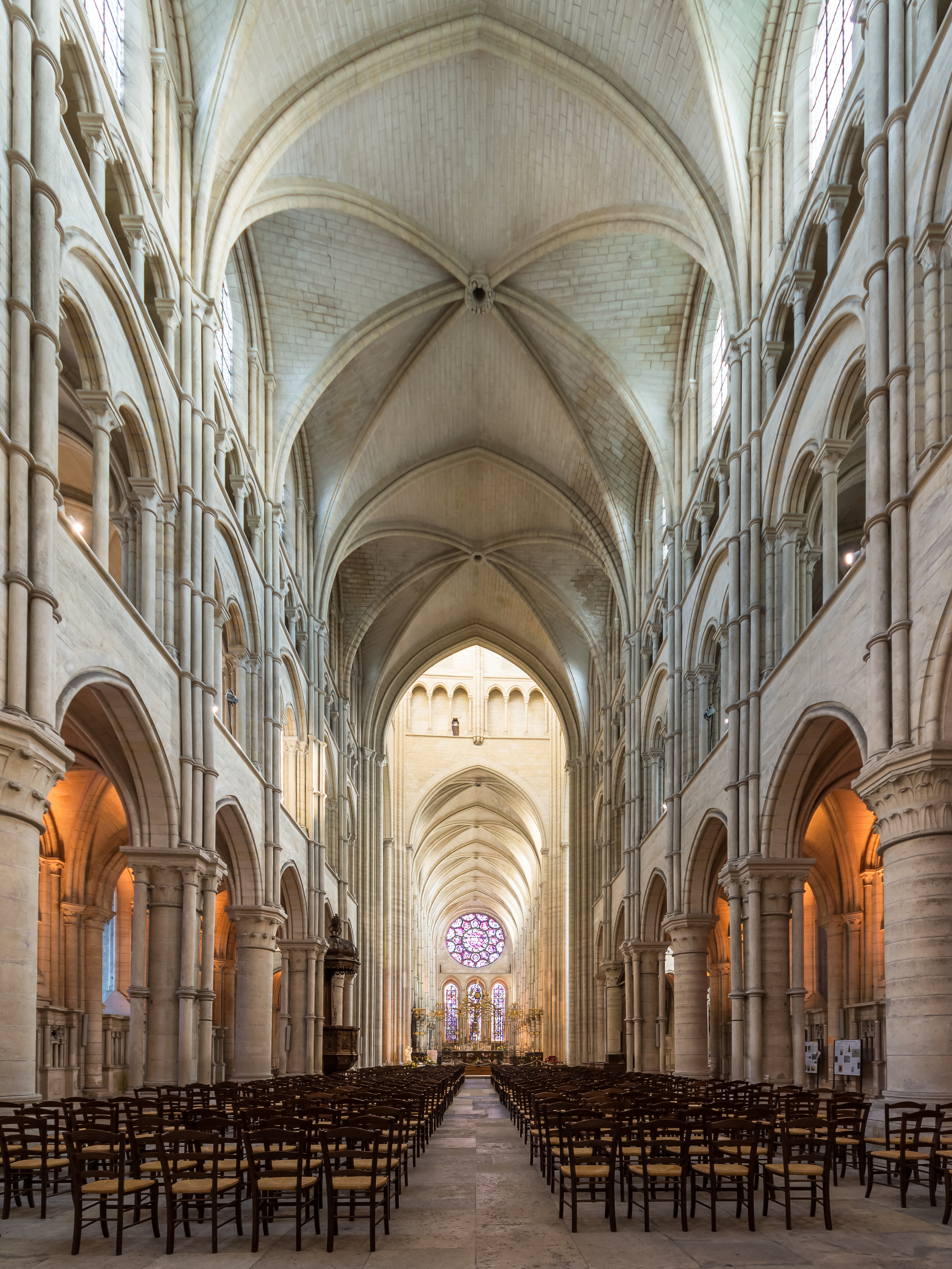
L'interno.

L'interno della chiesa di Nostra Signora a Laon è caratterizzato da una diffusa luminosità, dovuta alla presenza di vetrate trasparenti e non policrome a gran parte delle finestre e al colore chiaro della pietra con cui è stato costruito l'edificio.
Il piedicroce, del quale si può avere una veduta complessiva dal portale centrale della facciata occidentale, si articola in tre navate: le due laterali si compongono ciascuna di dodici campate a pianta quadrata e con copertura di volta a crociera; quella centrale, invece, in sette campate con volta a crociera esapartita (quadripartita nelle prime due, irregolari) poggiante su pilastri polistili.
Le pareti laterali della navata centrale presentano uno schema fisso, che si ripete anche nelle aree analoghe del transetto e del coro: in ciascuna delle campate con volta a crociera esapartita, in basso vi sono due archi a sesto acuto poggianti su pilastri cilindrici con capitelli scolpiti (elemento derivati dalla tradizione romanica); sopra di essi, le bifore del matroneo; più in altro il triforio, innovazione assoluta nel panorama architettonico dell'epoca; infine, il cleristorio, formato da una teoria di monofore ogivali.
Al centro della parete di controfacciata, in posizione sopraelevata, si apre il rosone, risalente nella sua attuale conformazione strutturale al primo quarto del XIII secolo. La finestra è chiusa da una vetrata policroma (realizzata tra il 1869 e il 1870), raffigurante il Giudizio Universale con al centro Cristo risorto tra la Madonna, san Giovanni evangelista e due angeli e intorno Angeli con gli strumenti della Passione e personaggi biblici.
Sotto la prima arcata di sinistra dell'ultima campata della navata centrale, vi è il pregevole pulpito ligneo; il manufatto venne realizzato nel 1681 dall'intagliatore Michel Ducastel ed è costituito da una pedana ottagonale sormontata da un baldacchino finemente intagliato come il dossale sul quale poggia. Sul lato opposto rispetto al pulpito, vi è un monumentale banco ligneo, risalente alla seconda metà del XIX secolo; questo è caratterizzato da un alto dossale, decorato con bassorilievi e da un dipinto coevo di autore anonimo con Gesù in croce, e terminante con un timpano triangolare.

#### Transetto e crociera

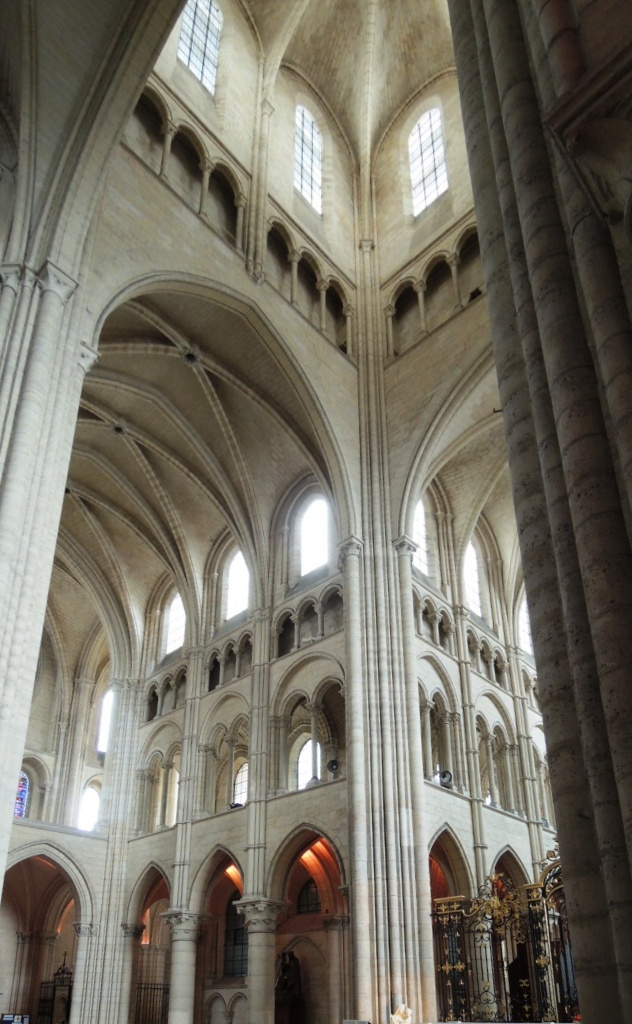
Scorcio della crociera e del transetto.

A separare il piedicroce dal coro vi è il transetto.
La navata trasversale segue lo schema del piedicroce, con ripartizioni in tre navate: due minori di quattro campate ciascuna ed una centrale di tre campate (le due esterne coperte con volta a crociera quadripartita, quella interna esapartita), con matroneo e cleristorio sopra le navate laterali. Le due controfacciate sono simmetriche: in ognuna, infatti, si aprono in basso un portale (preceduto da una cantoria, vuota, poggiante su due archi a tutto sesto) e in alto una finestra (nel transetto di destra una polifora ogivale, in quello di sinistra un rosone circolare, chiuso da una vetrata policroma realizzata nel 1865 su disegno di Adolphe Charles Edouard Steinheil e raffigurante le Arti liberali).
La crociera è coperta da un tiburio, elemento estraneo all'architettura gotica francese e caratteristico di quella architettura anglo-normanna; a pianta quadrata, presenta, su ciascun lato, in basso un triforio e in alto due monofore ogivali.
Nell'area della crociera trova luogo l'attuale presbiterio, poggiante su una pedana sopraelevata ed ospitante, al centro, un altare ottocentesco che funge da altare maggiore; quest'ultimo è in legno di quercia scolpito ed intagliato e decorato, sulla parte anteriore, con ghirlande ornamentali che incorniciano dei bassorilievi dorati raffiguranti l'Agnus Dei (al centro), San Domenico (a sinistra) e San Rocco (a destra).

#### Coro

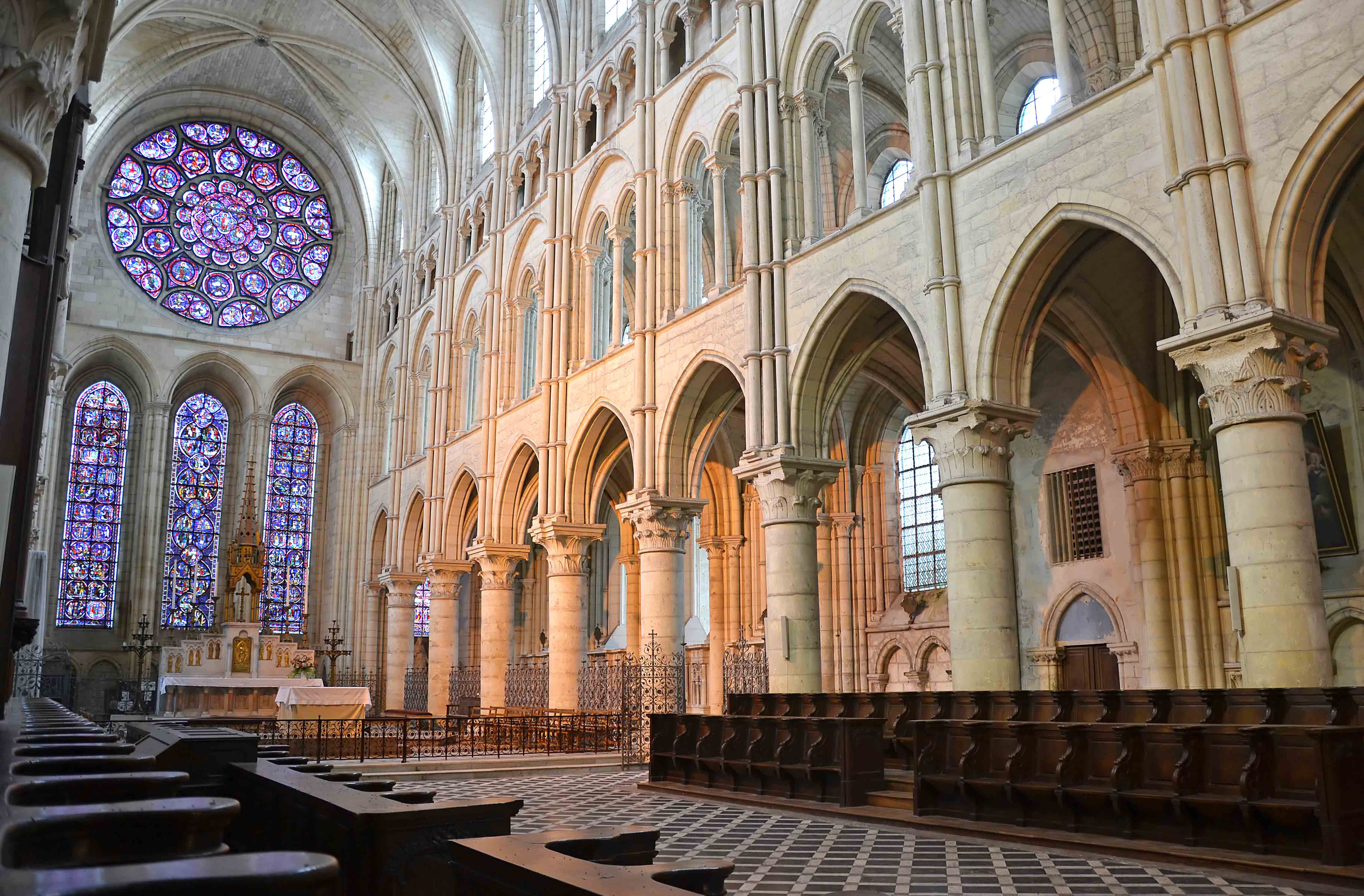
Il coro.

Il coro è costituito dal prolungamento, oltre la crociera e il transetto dello schema dell'aula, con struttura a tre navate, quella centrale di cinque campate e le due laterali di dieci ciascuna. L'ambiente termina con una parete piatta, mentre in origine, dopo le prime tre campate (le altre vennero aggiunte successivamente) presentava un'abside semicircolare con deambulatorio.
Alle spalle del presbiterio della crociera, a chiusura del coro, vi è una ricca cancellata in ferro battuto, in stile barocco; il manufatto risale al primo quarto del XVIII secolo e si trovava originariamente nell'abbazia celestina di Villeneuve-Saint-Germain. Al di sopra del cancello, in posizione centrale, vi è un bassorilievo dorato raffigurante la Madonna in trono col Bambino, sormontato da una raffigurazione di Gesù crocifisso.
Nelle prime tre campate del coro, in due gruppi contrapposti simmetrici, vi sono gli stalli lignei, in totale 47, disposti su due ordini. I seggi risalgono al XVIII secolo e sono in legno di quercia scolpito, con bassi schienali.
Nelle ultime campate, invece, vi è il presbiterio, con in posizione centrale il precedente altare maggiore; quest'ultimo venne realizzato in stile neogotico tra il 1906 e il 1913 ed installato in quegli anni in sostituzione dell'altare precedente, in stile barocco. L'altare è in marmo bianco con inserti in bronzo e vetro colorato; al di sotto della mensa, poggiante su colonnine con capitelli scolpiti, vi sono cinque bassorilievi marmorei raffiguranti la Madonna in trono col Bambino, San Remigio, San Beato, San Genebaldo e San Canoel; al di sopra di essa, invece, a coppie le figure bronzee dei Dodici Apostoli; il tabernacolo, la cui porticina è decorata con Gesù Redentore, è sormontato da un alto baldacchino neogotico, terminante con cuspide triangolare.
La parete di fondo della navata centrale del coro è piatta, perpendicolare alle pareti laterali dello stesso. Essa si articola su due livelli: quello inferiore, che arriva all'altezza del piano di calpestio del triforio, è a sbalzo ed è caratterizzato dalla presenza di tre grandi nicchie ogivali separate da pilastri polistili; in quello superiore, invece, che arriva sino alla sommità della volta, si apre un grande rosone circolare con intelaiatura marmorea.

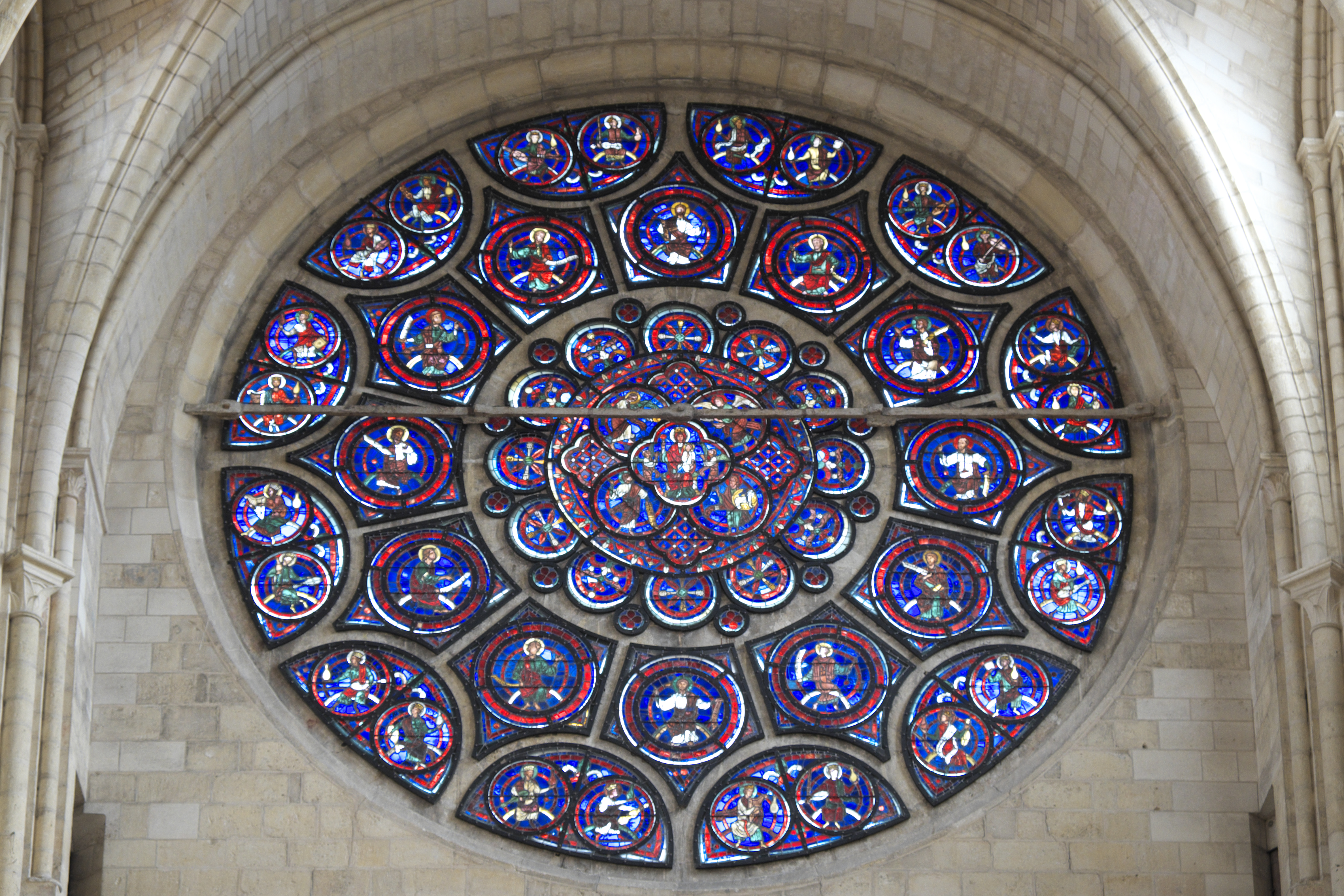
Il rosone del coro

Quest'ultimo è chiuso da una vetrata policroma coeva al coro stesso, essendo stata realizzata tra il 1210 e il 1215; fortemente danneggiata nel 1870 a causa dello scoppio di una polveriera, è stata successivamente oggetto di un restauro integrativo e, tra il 1989 e il 1991, di uno conservativo. La composizione, incentrata sul tema della Glorificazione della Vergine Maria, al suo centro vede la figura della Madonna in trono col Bambino, attorniata da due angeli (in alto), dal profeta Isaia (in basso a sinistra) e da San Giovanni Battista (in basso a destra); la successiva fascia esterna è decorata con le figure dei Dodici Apostoli, ciascuna entro un proprio tondo; quella esterna, infine, presenta i Vegliardi dell'Apocalisse.
A ciascuna delle tre nicchie che si aprono nella parte inferiore della parete di fondo, corrisponde un'alta monofora ogivale; tutte e tre le finestre sono chiuse con delle vetrate policrome coeve a quella del rosone (1215 circa) e come questa restaurate in seguito all'esplosione di una polveriera nel 1870. Il soggetto di quella centrale è la Passione di Cristo, narrata attraverso quindici episodi distinti, con un ordine dal basso verso l'alto, che vanno dall'Ingresso in Gerusalemme fino all'Ascensione.
Nella nicchia di destra, in basso, al di sotto della vetrata, trova luogo un gruppo scultoreo ad altorilievo in stucco dipinto policromo. Esso raffigura, al di sotto di un arco a tutto sesto, Gesù in croce tra la Madonna e San Giovanni Evangelista e risale al XIV secolo.

### Organi a canne

#### Organo maggiore

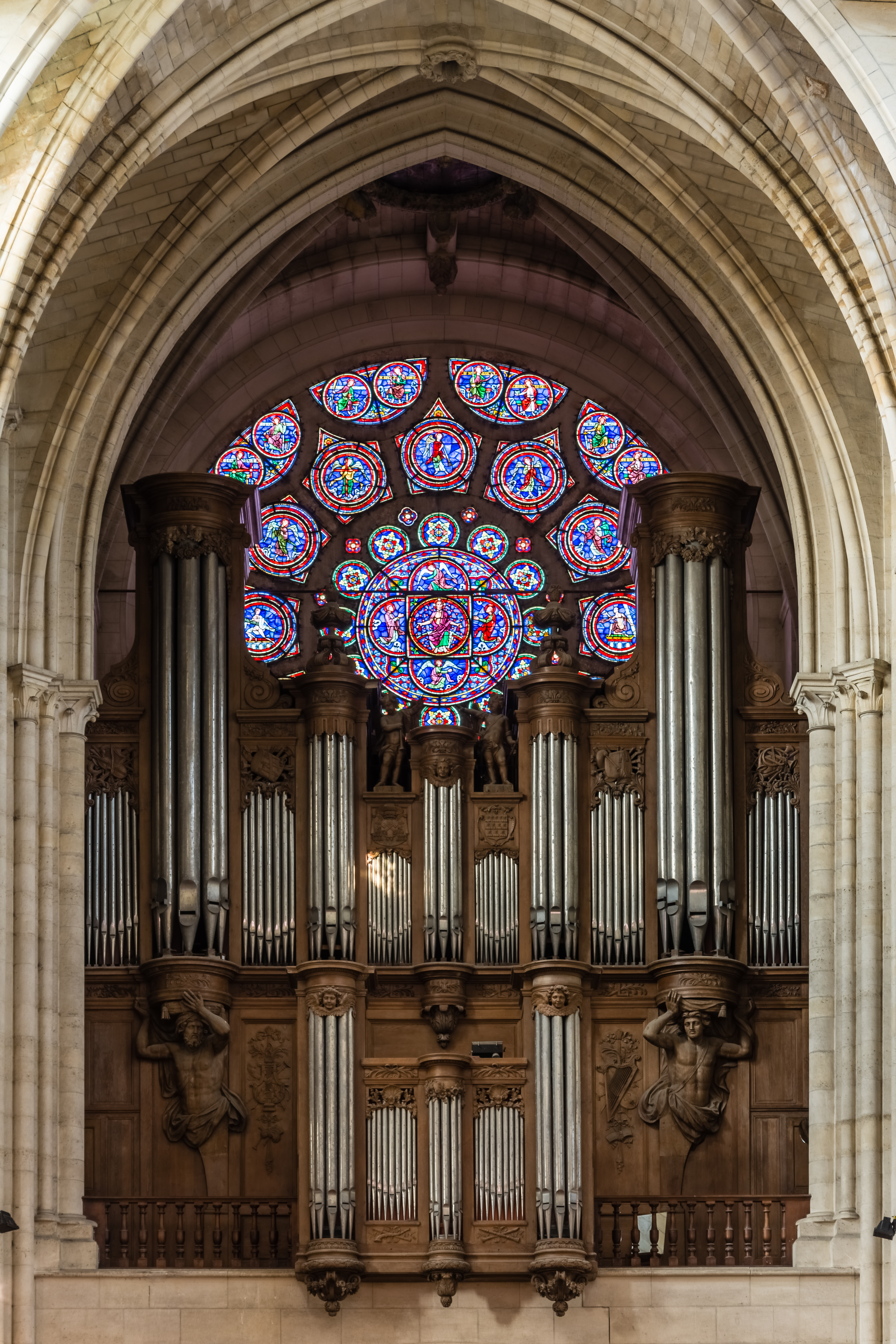
L'organo maggiore.

Sulla cantoria in controfacciata si trova l'organo a canne principale della chiesa; lo strumento venne costruito nel 1899 dall'organaro Henry Didier che riutilizzò la cassa di quello precedente, opera di Pierre Puget e risalente al 1698-1700.
L'organo a canne a trasmissione meccanica semplice per i manuali e il pedale, con leva Barker per i registri (questi ultimi in totale 54). La sua consolle, situata tra il corpo d'organo maggiore e il corpo tergale, dispone di tre tastiere di 56 note ciascuna e pedaliera dritta di 30 note, con i registri azionati da pomelli disposti su più file ai lati dei manuali. La cassa lignea all'interno della quale è alloggiato lo strumento, è in stile barocco, caratterizzata da due telamoni ad altorilievo che sorreggono le due tourelles più alte della mostra.
La cassa è monumento storico di Francia dal 1971; la parte fonica, invece, lo è dal 1979.

#### Organo del coro
Sotto la seconda arcata di sinistra del coro, si trova un secondo organo a canne. Lo strumento venne costruito da Henry Didier alla fine del XIX secolo ed è racchiuso all'interno di una cassa lignea con prospetto neogotico in cinque campate; la trasmissione è integralmente meccanica e la consolle dispone di due tastiere di 56 note (54 note reali) ciascuna e pedaliera dritta di 25 note.

## Galleria d'immagini

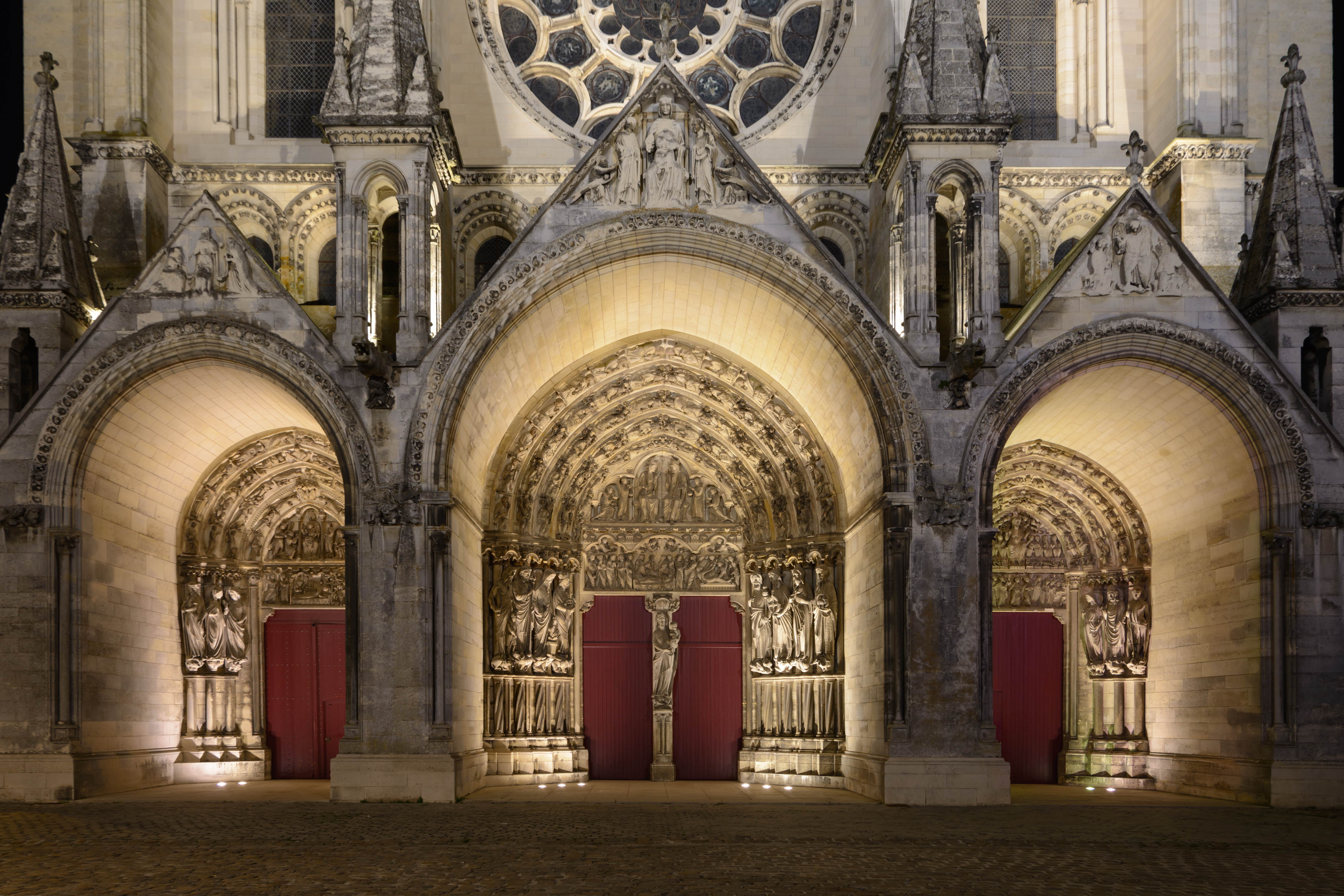
Portali della facciata occidentale
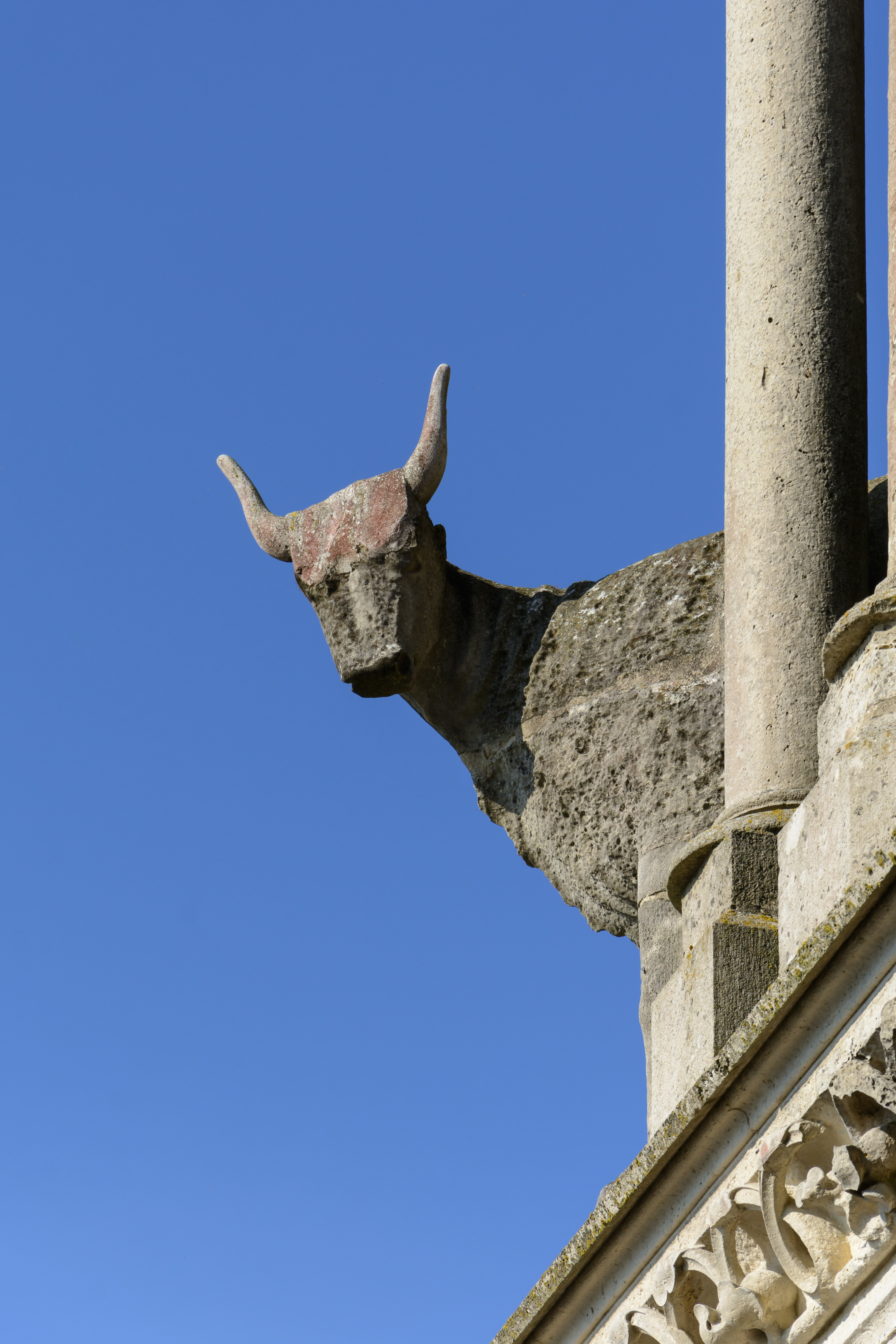
Statua di un bue
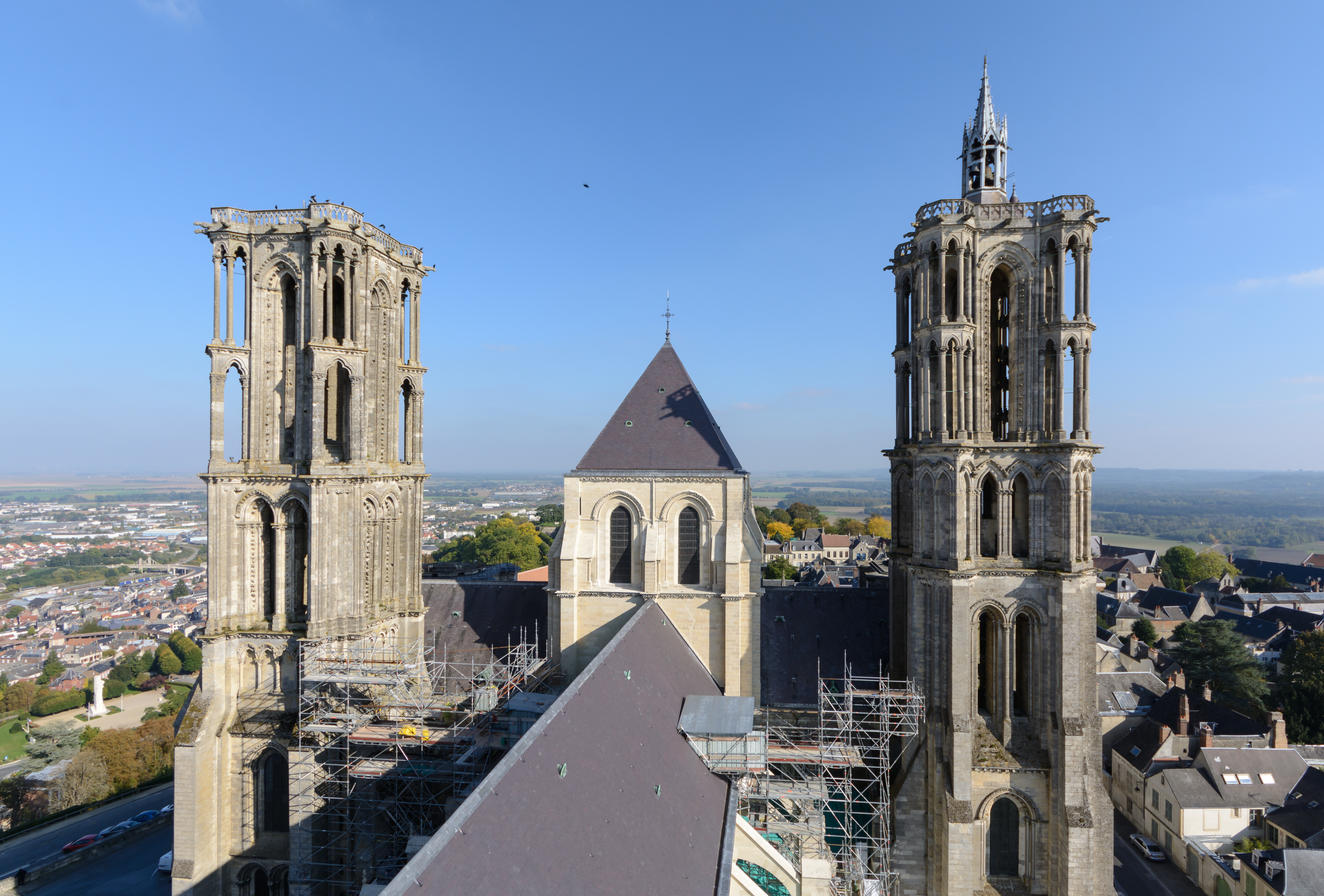
Tiburio e campanili del transetto
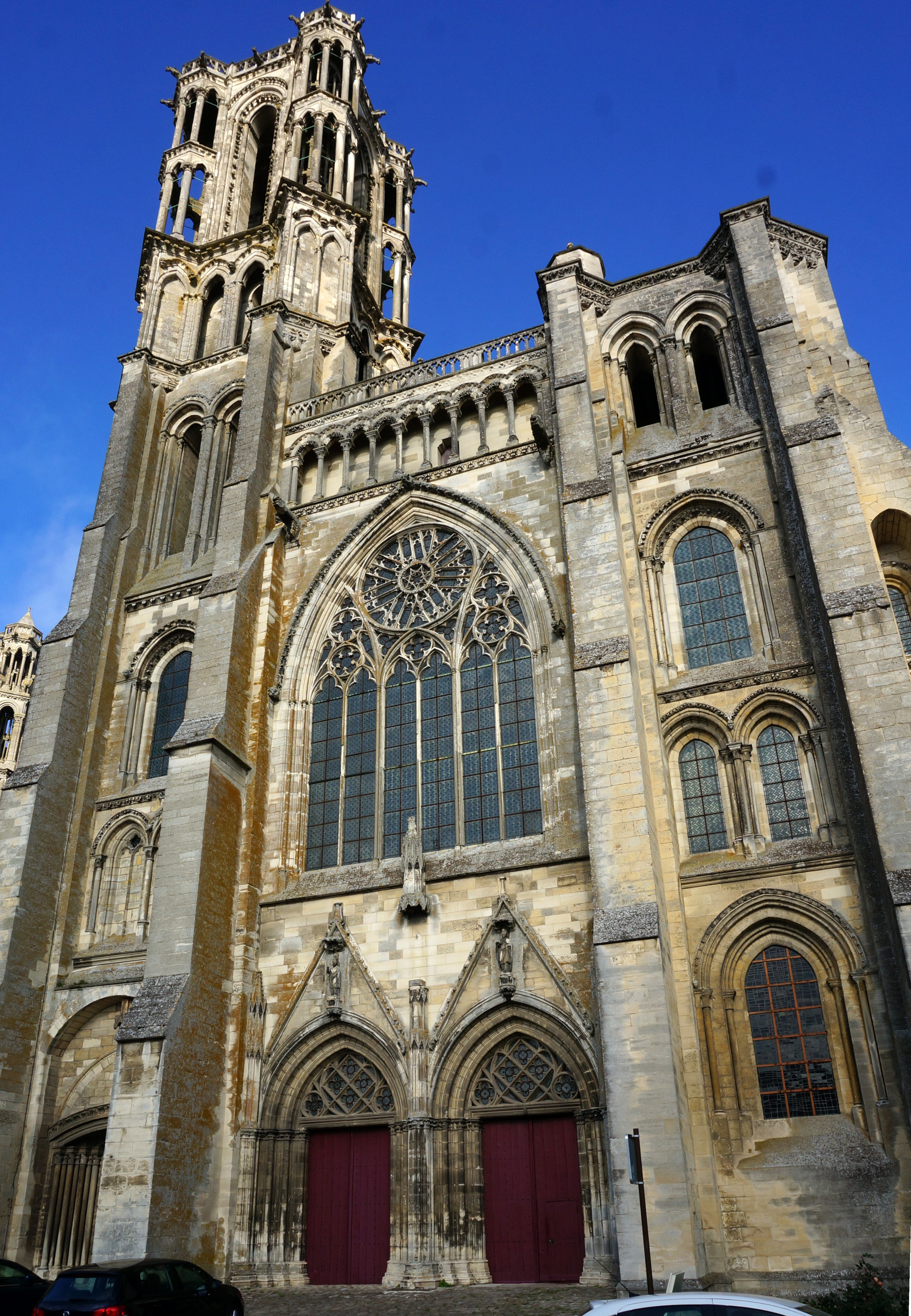
Facciata meridionale
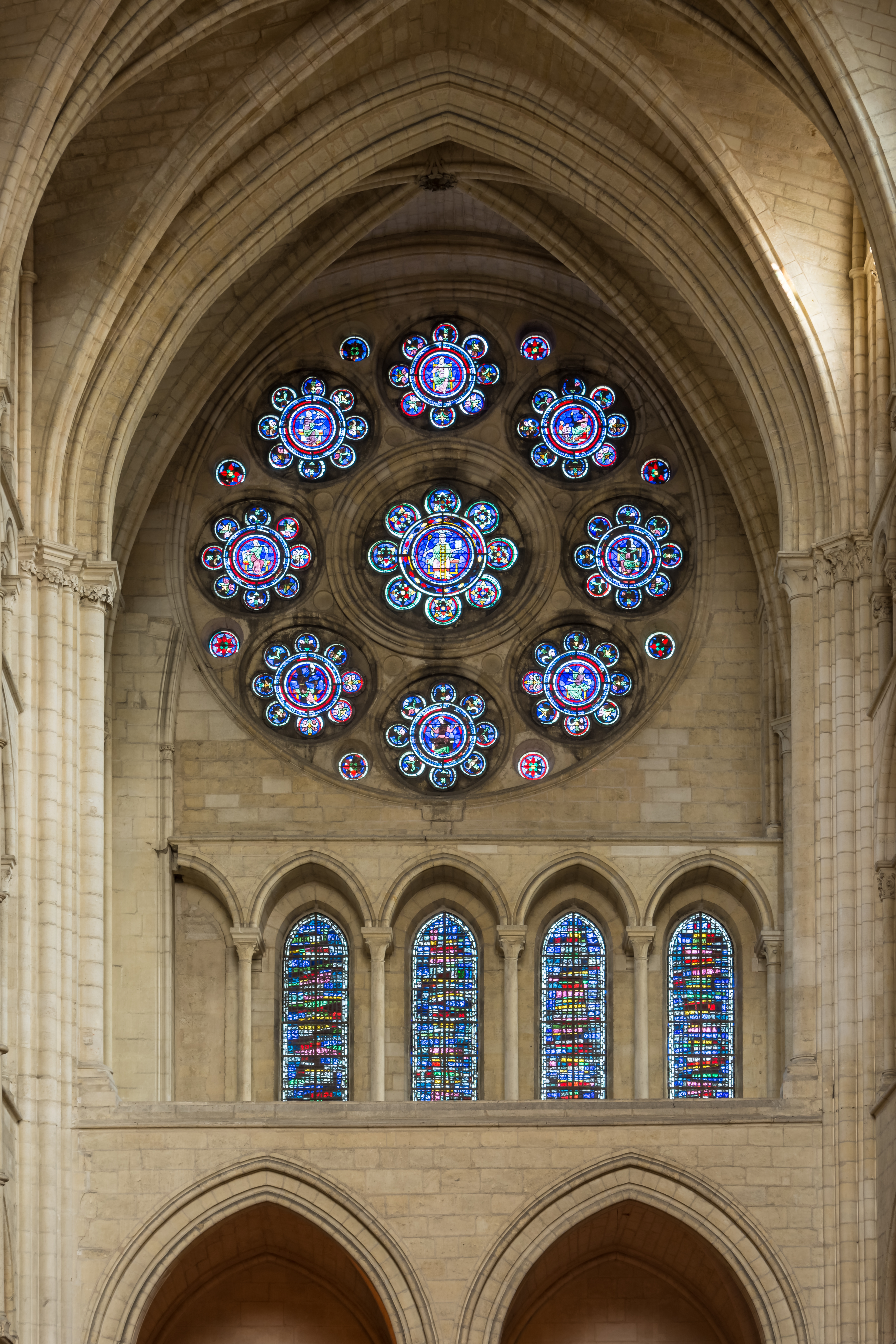
Rosone settentrionale
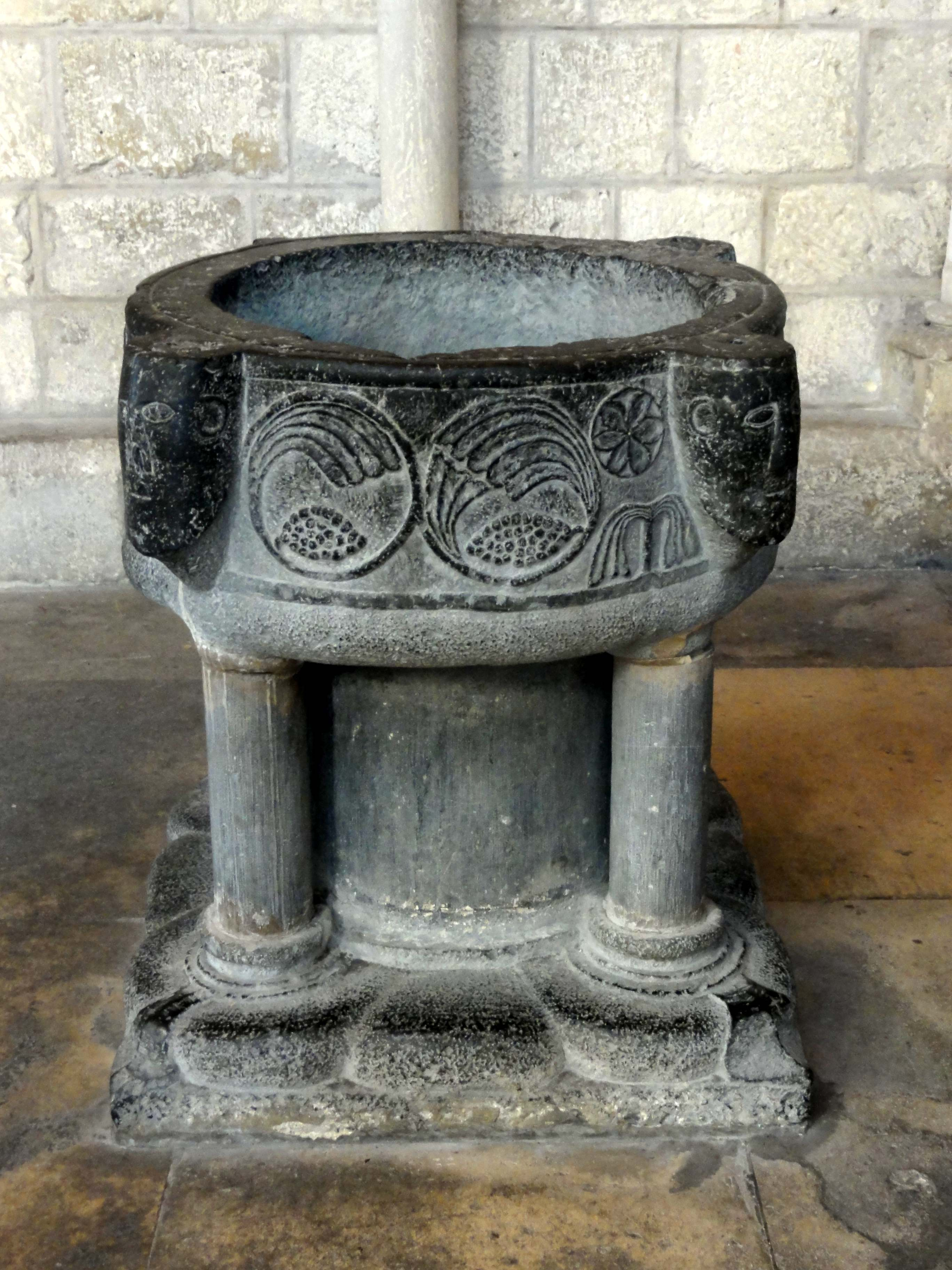
Fonte battesimale
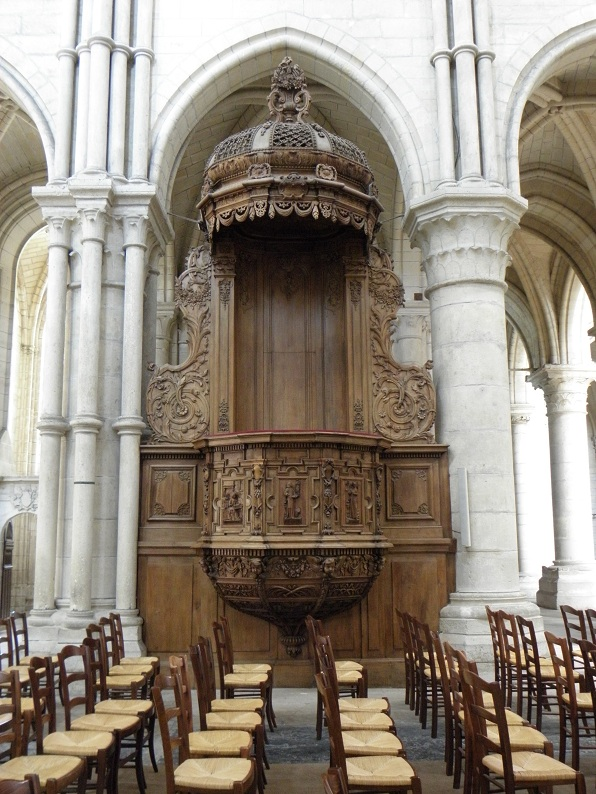
Pulpito
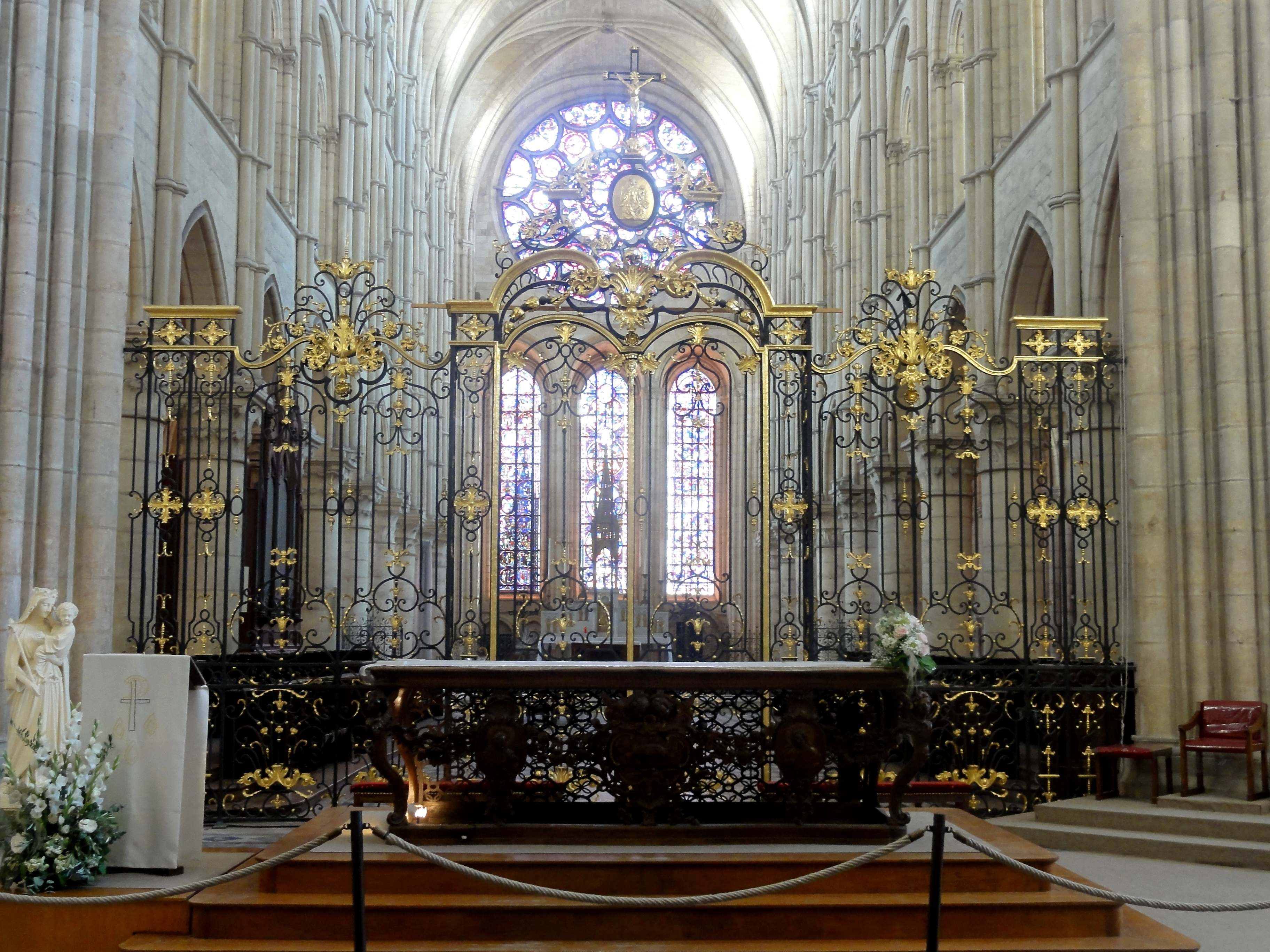
Presbiterio e cancellata del coro